# 1 (szám)

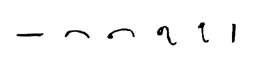
Az 1 számjegy fejlődése az indiai brahmanoktól kezdve

Az 1 (egy) a 0 és 2 között található természetes szám, s egyben egy számjegy is. A számjegy ASCII kódja: 49, vagy 0x0031.

## A matematikában
- Az 1 az első Bell-szám, az első és a második Fibonacci-szám.
- 0 és 1 faktoriálisa egyaránt 1.
- A szorzásra nézve neutrális elem, azaz egységelem minden számkörben:

{\displaystyle 1\cdot a=a=a\cdot 1,\quad \forall {a}\in \mathbb {C} }
- Minden nullától különböző szám 0-dik hatványa 1.
- Az üres szorzat értéke definíció szerint 1.
- Az 1 nem prímszám és nem is összetett szám, hanem egység. Korábban egyes matematikusok prímszámnak tekintették, ami komplikációkat okozott a számelmélet alaptételénél, így a modern definíciók már nem tekintik prímnek.
- Az 1 bármilyen fajta figurális számból az első, így az első sokszögszám és középpontos sokszögszám is bármilyen n-szögre nézve.
- Az 1 kifejezhető a 0,999… végtelen tizedestört alakjában is.
- Triviálisan szigorúan nem palindrom szám.[1]
- A számelméletben a Legendre-állandó értéke, melyet 1808-ban Adrien-Marie Legendre vezetett be a prímszámláló függvény viselkedésére. Legendre sejtése szerint a konstans körülbelül 1,08366,[2] de 1849-ben Pafnutyij Lvovics Csebisev bebizonyította, hogy pontosan 1.[3]

## A tudományban
- A periódusos rendszer 1. eleme a hidrogén.
- A Messier-katalógus 1. objektuma (M1) a Rák-köd.

## Kulturális vonatkozások
- A kínaiak szerint az 1 szerencsétlen szám.
- A görög monosz szóból eredő mono- jelentése: „egy, egyes” (pl. monokróm = egyszínű, monoteizmus = egyistenhit)
- A labdarúgásban hagyományosan a kapus kapja az egyes számú mezt.

## 1-es számjelek

1-es rovásjel
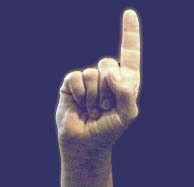
Az egyes szám a Kanadában használatos QSL (ISO jelnyelven)